# Acophila
Acophila is een geslacht van vliesvleugeligen uit de familie Eurytomidae. De wetenschappelijke naam van dit geslacht is voor het eerst geldig gepubliceerd in 1934 door Ishii.

## Soorten
Het geslacht Acophila omvat de volgende soorten:
- Acophila microcarpa Chen, 1999
- Acophila mikii Ishii, 1934
- Acophila quinata Zhang & Xiao, 2008